# Mali Pašijan
Mali Pašijan est un village de la municipalité de Garešnica (Comitat de Bjelovar-Bilogora) en Croatie. Au recensement de 2001, le village comptait 200 habitants.